# Baron Dover
Baron Dover war ein erblicher britischer Adelstitel, der je einmal in der Peerage of England, in der Peerage of Great Britain und in der Peerage of the United Kingdom verliehen wurde.

## Verleihungen
Erstmals wurde am 13. Mai 1685 in der Peerage of England der Titel Baron Dover für Henry Jermyn geschaffen. Er erbte beim Tod seines Bruders Thomas Jermyn, 2. Baron Jermyn, 1703 auch dessen Titel als 3. Baron Jermyn. Da er kinderlos blieb, erloschen beide Titel bei seinem Tod am 6. April 1708. 
In zweiter Verleihung wurde am 18. September 1788 in der Peerage of Great Britain der Titel Baron Dover, of the Town and Port of Dover in the County of Kent, dem Field Marshal und Unterhausabgeordneten Hon. Sir Joseph Yorke, den zweiten Sohn des Philip Yorke, 1. Earl of Hardwicke, verliehen. Auch er starb kinderlos, sodass der Titel bei seinem Tod am 2. Dezember 1792 erlosch.
In dritter Verleihung wurde am 20. Juni 1831 in der Peerage of the United Kingdom der Titel Baron Dover, of Dover in the County of Kent, für den Unterhausabgeordneten Hon. George Agar-Ellis verliehen. Dieser war der älteste Sohn und Heir apparent des Henry Agar-Ellis, 2. Viscount Clifden (1761–1836), starb aber vor seinem Vater, sodass erst sein Sohn, der 2. Baron Dover, auch dessen Titel als 3. Viscount Clifden, 3. Baron Clifden und 2. Baron Mendip erbte. Beim Tod von dessen jüngerem Sohn, dem 5. Viscount, am 10. September 1899, erlosch die Baronie Dover, und die drei übrigen Titel fielen an dessen Cousin zweiten Grades Thomas Agar-Robartes, 2. Baron Robartes, als 6. Viscount.

## Liste der Barons Dover

### Barons Dover, erster Verleihung (1685)
- Henry Jermyn, 3. Baron Jermyn, 1. Baron Dover (um 1636–1708)

### Barons Dover, zweiter Verleihung (1788)
- Joseph Yorke, 1. Baron Dover (1724–1792)

### Barons Dover, dritter Verleihung (1831)
- George Agar-Ellis, 1. Baron Dover (nach 1792–1833)
- Henry Agar-Ellis, 3. Viscount Clifden, 2. Baron Dover (1825–1866)
- Henry Agar-Ellis, 4. Viscount Clifden, 3. Baron Dover (1863–1895)
- Leopold Agar-Ellis, 5. Viscount Clifden, 4. Baron Dover (1829–1899)